# Municipio de White Swan
El municipio de White Swan (en inglés, White Swan Township) es un municipio del condado de Charles Mix, Dakota del Sur, Estados Unidos. Tiene una población estimada, a mediados de 2023, de 731 habitantes.

## Geografía
Está ubicado en las coordenadas 43°6′18″N 98°33′14″O / 43.10500, -98.55389. Según la Oficina del Censo, tiene una superficie total de 233.20 km², de los cuales 205.32 km² corresponden a tierra firme y 27.88 km² están cubiertos de agua.

## Demografía
Según el censo de 2020, en ese momento había 679 personas residiendo en la zona. La densidad de población era de 3.16 hab./km². El 59.65 % de los habitantes eran amerindios, el 38.44 % eran blancos, el 0.15 % era asiático, el 0.15 % era isleño del Pacífico, el 0.15 % era de otra raza y el 1.47 % eran de una mezcla de razas. Del total de la población, el 1.77 % eran hispanos o latinos de cualquier raza.